# Château-Porcien
Château-Porcien és un municipi francès situat al departament de les Ardenes i a la regió del Gran Est. L'any 2007 tenia 1.400 habitants.

## Demografia

### Població
El 2007 la població de fet de Château-Porcien era de 1.400 persones. Hi havia 502 famílies de les quals 115 eren unipersonals (44 homes vivint sols i 71 dones vivint soles), 154 parelles sense fills, 178 parelles amb fills i 55 famílies monoparentals amb fills.
La població ha evolucionat segons el següent gràfic:
Habitants censats

### Habitatges
El 2007 hi havia 565 habitatges, 509 eren l'habitatge principal de la família, 17 eren segones residències i 39 estaven desocupats. 482 eren cases i 77 eren apartaments. Dels 509 habitatges principals, 311 estaven ocupats pels seus propietaris, 192 estaven llogats i ocupats pels llogaters i 7 estaven cedits a títol gratuït; 5 tenien una cambra, 12 en tenien dues, 71 en tenien tres, 170 en tenien quatre i 251 en tenien cinc o més. 355 habitatges disposaven pel capbaix d'una plaça de pàrquing. A 210 habitatges hi havia un automòbil i a 226 n'hi havia dos o més.

### Piràmide de població
La piràmide de població per edats i sexe el 2009 era:
| Homes | Edats   | Dones |
| ----- | ------- | ----- |
| 0     | 95 o +  | 4     |
| 0     | 90 a 94 | 8     |
| 0     | 85 a 89 | 36    |
| 0     | 80 a 84 | 8     |
| 24    | 75 a 79 | 20    |
| 36    | 70 a 74 | 36    |
| 28    | 65 a 69 | 24    |
| 16    | 60 a 64 | 44    |
| 24    | 55 a 59 | 20    |
| 28    | 50 a 54 | 32    |
| 52    | 45 a 49 | 32    |
| 56    | 40 a 44 | 64    |
| 28    | 35 a 39 | 44    |
| 64    | 30 a 34 | 40    |
| 28    | 25 a 29 | 48    |
| 44    | 20 a 24 | 24    |
| 44    | 15 a 19 | 40    |
| 56    | 10 a 14 | 32    |
| 36    | 5 a 9   | 44    |
| 32    | 0 a 4   | 48    |

## Economia
El 2007 la població en edat de treballar era de 864 persones, 625 eren actives i 239 eren inactives. De les 625 persones actives 545 estaven ocupades (311 homes i 234 dones) i 81 estaven aturades (38 homes i 43 dones). De les 239 persones inactives 69 estaven jubilades, 63 estaven estudiant i 107 estaven classificades com a «altres inactius».

### Ingressos
El 2009 a Château-Porcien hi havia 504 unitats fiscals que integraven 1.332,5 persones, la mediana anual d'ingressos fiscals per persona era de 15.525 €.

### Activitats econòmiques
Dels 49 establiments que hi havia el 2007, 2 eren d'empreses extractives, 2 d'empreses alimentàries, 3 d'empreses de fabricació d'altres productes industrials, 12 d'empreses de construcció, 9 d'empreses de comerç i reparació d'automòbils, 1 d'una empresa de transport, 2 d'empreses d'hostatgeria i restauració, 4 d'empreses financeres, 1 d'una empresa immobiliària, 2 d'empreses de serveis, 8 d'entitats de l'administració pública i 3 d'empreses classificades com a «altres activitats de serveis».
Dels 19 establiments de servei als particulars que hi havia el 2009, 1 era una gendarmeria, 1 oficina de correu, 1 una oficina bancària, 3 tallers de reparació d'automòbils i de material agrícola, 1 taller d'inspecció tècnica de vehicles, 1 autoescola, 1 paleta, 3 guixaires pintors, 2 fusteries, 1 lampisteria, 1 electricista, 2 perruqueries i 1 restaurant.
Dels 4 establiments comercials que hi havia el 2009, 1 era una gran superfície de material de bricolatge, 2 fleques i 1 una joieria.
L'any 2000 a Château-Porcien hi havia 13 explotacions agrícoles.

## Equipaments sanitaris i escolars
L'únic equipament sanitari que hi havia el 2009 era una farmàcia.
El 2009 hi havia una escola elemental.

## Poblacions més properes
El següent diagrama mostra les poblacions més properes.